# Niklas Kieber
Niklas Kieber (* 4. März 1993 in Vaduz) ist ein liechtensteinischer ehemaliger Fussballspieler.

## Karriere

### Verein
In seiner Jugend spielte Kieber für den FC Triesen, bei dem er 2009 in die A-Mannschaft befördert wurde. 2010 unterschrieb er einen Vertrag beim Hauptstadtklub FC Vaduz, zur Saison 2011/12 schloss er sich dem FC Balzers an. In der folgenden Spielzeit wechselte er in die 2. Mannschaft des Schweizer Vereins FC St. Gallen. In der Winterpause 2014 verpflichtete ihn der USV Eschen-Mauren. Im Dezember 2018 zog er zum FC Triesenberg weiter. Seit August 2020 ist er vereinslos.

### Nationalmannschaft
Kieber durchlief mehrere liechtensteinische U-Nationalmannschaften, bevor er am 12. Oktober 2012 im Rahmen der Qualifikation zur Weltmeisterschaft 2014 gegen Litauen sein Debüt für die  A-Nationalmannschaft feierte, als er in der 73. Minute für Nicolas Hasler eingewechselt wurde.